# Cryptomeigenia flavibasis
Cryptomeigenia flavibasis là một loài ruồi trong họ Tachinidae.